# Carex dabieensis
Carex dabieensis là một loài thực vật có hoa trong họ Cói. Loài này được S.W.Su mô tả khoa học đầu tiên năm 1982.